# Suisse aux Jeux olympiques d'été de 2016
La participation de la Suisse aux Jeux olympiques d'été de 2016 a lieu du 5 au 21 août 2016 à Rio de Janeiro, au Brésil. C'est la 28e fois que ce pays participe aux Jeux olympiques d'été, après sa présence à toutes les éditions précédentes.
Sous la direction de Ralph Stöckli, ancien médaillé de bronze olympique en curling aux Jeux d'hiver de 2010 à Vancouver, la délégation helvétique est la plus grande depuis les Jeux de 1996 à Atlanta. S'ils avaient été 102 à Londres quatre ans plus tôt, 105 athlètes (59 hommes et 46 femmes) sont cette fois du voyage. Ils étaient encore 109 le 26 juillet 2016 avant l'annonce des forfaits des tennismen Roger Federer et Stanislas Wawrinka, ainsi que celui de leur consœur Belinda Bencic. La défection de Bencic a également eu pour conséquence de renvoyer Viktorija Golubic à la maison, n'ayant plus de partenaire de double. Toutefois, si 105 athlètes ont bien été retenus, Paul Estermann (équitation), Marisa Lavanchy (athlétisme) et Frank Pasche (cyclisme sur piste) n'ont pas concouru, ayant été désignés remplaçants dans leurs équipes respectives.
Après les tennismen Federer et Wawrinka lors des trois Jeux précédents, c'est la gymnaste Giulia Steingruber qui est désignée comme porte-drapeau de la délégation suisse. Elle devient ainsi la première femme depuis 28 ans et l'athlète Cornelia Bürki aux Jeux de Séoul en 1988 à jouir de cet honneur. À noter que la skieuse Vreni Schneider avait été choisie en 1992, mais pour des JO d'hiver.

## Préparation et objectifs
Après une récolte de quatre médailles à Londres en 2012, grâce au cavalier Steve Guerdat, au tennisman Roger Federer, au vététiste Nino Schurter et à la triathlète Nicola Spirig, le chef de la délégation suisse Ralph Stöckli annonce le 19 juillet 2016 un objectif d'au moins cinq podiums.

## Délégation
Swiss Olympic sélectionne une première délégation de 109 athlètes, 61 hommes et 48 femmes, pour participer aux épreuves de 16 sports. Entre fin juillet et début août, Roger Federer, Stanislas Wawrinka et Belinda Bencic, en tennis, annoncent leur forfait, faisant passer ce nombre à 106. Puis 105, car Viktorija Golubic n'avais ainsi plus de partenaire de double dames.
La Suisse n'est représentée dans aucun sport collectif. Les sports individuels dans lesquels les Suisses sont le plus nombreux sont l'athlétisme, avec 17 athlètes, le cyclisme (toutes disciplines confondues), avec 16 athlètes, et l'aviron, où 11 Suisses sont en lice.
Après le retrait de Federer le 26 juillet 2016, six médaillés olympiques font partie de la délégation. Trois comptent une médaille olympique: les triathlètes Sven Riederer, en bronze en 2004, et Nicola Spirig, championne olympique en 2012, ainsi que le tennisman Stanislas Wawrinka, médaillé d'or de tennis en double en 2008. Trois autres athlètes helvétiques ont eux remporté deux médailles: le cycliste Fabian Cancellara, en contre-la-montre et sur route en 2008; le cavalier Steve Guerdat, en saut d'obstacles par équipes en 2008 et individuel en 2012; et le vététiste Nino Schurter, médaillés de bronze en cross-country en 2008 et d'argent en 2012.
La cavalière Marcela Krinke Susmelj, 50 ans, est l'athlète la plus âgée de la sélection, alors que la golfeuse Albane Valenzuela (en), âgée de 18 ans, est la plus jeune.

### Critères de sélection
Outre la convention que les athlètes doivent signer avec Swiss Olympic pour participer aux Jeux, différentes conditions sont fixées par l'organe faîtier suisse pour se rendre au Brésil. Si la qualification d'une équipe suisse pour un sport collectif ne dépend que des critères convenus par les différentes fédérations internationales (généralement les championnats du monde de l'année précédente), Swiss Olympic a par contre des exigences différentes en ce qui concerne les sports individuels :
- Athlètes médaillables ou diplômables
  - Catégorie : ils font régulièrement partis des 8 meilleurs de leur sport au niveau international
  - Objectif : obtenir une médaille ou un diplôme
- Athlètes médaillables ou diplômables à moyen terme
  - Catégorie : ils ont des chances de médaille ou de diplôme aux Jeux olympiques de Tokyo en 2020
  - Objectif : acquérir de l'expérience pour Tokyo 2020
- Athlètes pouvant améliorer leur record personnel
  - Catégorie : non soutenus par Swiss Olympic, ils n'ont presque aucune chance de médaille à Tokyo en 2020, mais peuvent améliorer leur meilleure marque personnelle
  - Objectif : battre leur record personnel et devenir les futurs ambassadeurs des valeurs olympiques auprès de la population

De plus, Swiss Olympic prend en compte les blessures des athlètes pour leur sélection, l'aspect tactique (pour le cyclisme sur route par exemple) et les quotas attribués à chaque nation. Concernant ce dernier point, elle précise qu'elle ne réattribue pas une place qualificative à un athlète qui ne remplit pas les critères minimaux, même si le quota n'est pas atteint.
La commission de sélection est composée de :
- Ralph Stöckli (chef de Mission Rio 2016)
- Jörg Schild (président de Swiss Olympic)
- Stephan Netzle (juriste et ancien vice-président de Swiss Olympic)

### Sélection
Le tableau suivant montre les athlètes suisses dans chaque discipline :
| Sport       | Discipline             | Discipline                             | Hommes | Femmes | Total |
| ----------- | ---------------------- | -------------------------------------- | --- | --- | ----- |
| Athlétisme  | Athlétisme             |                                        | 3 Abraham, Hussein, Kreienbühl (en)                                                                               | 14 Atcho, Büchel, Büchler, Del Ponte, Fontanive, Kambundji, Kora, Lavanchy***, Moser, Neuenschwander, Rard-Reuse, Schlumpf, Ellen Sprunger, Lea Sprunger | 17    |
| Aviron      | Aviron                 |                                        | 10 · Delarze, Gyr **, Maillefer, Niepmann **, Röösli, · Schmid, Schürch **, Stahlberg, Tramèr **, Wiederkehr (en) | 1 Gmelin | 11    |
| Badminton   | Badminton              |                                        | - | 1 Jaquet | 1     |
| Canoë-kayak | Slalom                 |                                        | 2 Lukas Werro, Simon Werro                                                                                        | - | 2     |
| Canoë-kayak | Course en ligne        |                                        | 1 Fabio Wyss (en)                                                                                                 | - | 1     |
| Cyclisme    | BMX                    |                                        | 1 Graf | - | 1     |
| Cyclisme    | sur piste              |                                        | 6 Beer, Dillier, Pasche***, Schir, Suter, Thièry                                                                  | - | 6     |
| Cyclisme    | sur route              |                                        | 4 · Albasini, Cancellara , Morabito, Reichenbach                                                                  | 1 Neff | 5     |
| Cyclisme    | VTT                    |                                        | 3 · Flückiger, Forster Schurter (porte-drapeau, clôture)                                                          | 2 Indergand, Neff* | 5*    |
| Équitation  | Concours complet       |                                        | 2 Benjamin Vogg (en), Felix Vogg                                                                                  | - | 2     |
| Équitation  | Dressage               | -                                      | 1 Krinke Susmelj                                                                                                  | 1 |       |
| Équitation  | Saut d'obstacles       | 4 Duguet, Estermann***, Fuchs, Guerdat | 1 Sprunger | 5 |       |
| Escrime     | Escrime                |                                        | 4 Borsky, Heinzer, Kauter, Steffen                                                                                | 1 Géroudet | 5     |
| Golf        | Golf                   |                                        | - | 2 In-Albon (en), Valenzuela (en) | 2     |
| Gymnastique | Gymnastique artistique |                                        | 5 Baumann, Brägger, Gischard, Hegi, Yusof                                                                         | 1 · Steingruber (porte-drapeau, ouverture) | 6     |
| Judo        | Judo                   |                                        | 2 Chammartin, Grossklaus                                                                                          | 1 Tschopp | 3     |
| Natation    | Natation               |                                        | 3 Desplanches, Haldemann, Käser                                                                                   | 5 Girardet, Touretski, Ugolkova, van Berkel, Villars | 8     |
| Natation    | Natation synchronisée  |                                        | - | 2 Giger, Kraus | 2     |
| Tennis      | Tennis                 |                                        | - | 2 · Bacsinszky **, Hingis ** | 2     |
| Tir         | Tir                    |                                        | 1 Lochbihler | 3 · Christen, Hornung, Diethelm Gerber | 4     |
| Triathlon   | Triathlon              |                                        | 2 Riederer, Salvisberg                                                                                            | 2 · Annen, Spirig | 4     |
| Voile       | Voile                  |                                        | 6 Bühler, Brauchli, Cujean, Hausser, Sanz Lanz, Schneiter                                                         | 3 Brugger, Fahrni, Siegenthaler | 9     |
| Volley-ball | Beach-volley           |                                        | - | 4 Forrer, Heidrich, Vergé-Dépré, Zumkehr | 4     |
| Total       | Total                  | Total                                  | 59 hommes | 46 femmes* | 105*  |

* Jolanda Neff s'aligne dans deux disciplines cyclistes différentes, mais n'est comptée qu'une fois pour le total final du nombre d'athlètes
** Par équipe
*** Ont été sélectionnés, mais n'ont pas participé aux Jeux, étant remplaçants dans leurs équipes respectives

## Récompenses

### Médailles
| Médaille                            | Discipline             | Épreuve                          | Athlète(s)                                          | Performance                                                                                | Date         |
| ----------------------------------- | ---------------------- | -------------------------------- | --------------------------------------------------- | ------------------------------------------------------------------------------------------ | ------------ |
| Médaille d'or, Jeux olympiques      | Cyclisme sur route     | Contre-la-montre                 | Fabian Cancellara                                   | 1 h 12 min 15 s                                                                            | 10 août 2016 |
| Médaille d'or, Jeux olympiques      | Aviron                 | Quatre sans barreur poids légers | Mario Gyr Simon Niepmann Simon Schürch Lucas Tramèr | Séries : 6 min 3 s 52 Demi-finale : 6 min 17 s 85 Finale A: 6 min 20 s 51                  | 11 août 2016 |
| Médaille d'or, Jeux olympiques      | VTT                    | VTT cross-country                | Nino Schurter                                       | 1 h 33 min 28 s                                                                            | 21 août 2016 |
| Médaille d'argent, Jeux olympiques  | Tennis                 | Double                           | Timea Bacsinszky Martina Hingis                     | Finale : Ekaterina Makarova / Elena Vesnina (RUS) 4-6 4-6                                  | 14 août 2016 |
| Médaille d'argent, Jeux olympiques  | Triathlon              | Course femmes                    | Nicola Spirig                                       | 1 h 56 min 56 s                                                                            | 20 août 2016 |
| Médaille de bronze, Jeux olympiques | Tir                    | Pistolet à 25 m                  | Heidi Diethelm Gerber                               | Qualification : 582 Demi-finale : 17 Finale pour la 3e place: Bat Jingjing Zhang (CHN) 8-4 | 9 août 2016  |
| Médaille de bronze, Jeux olympiques | Gymnastique artistique | Saut de cheval                   | Giulia Steingruber                                  | Saut 1: 15,333 Saut 2: 14,900 Moyenne: 15,216                                              | 14 août 2016 |

| Sport       | Médaille d'or, Jeux olympiques | Médaille d'argent, Jeux olympiques | Médaille de bronze, Jeux olympiques | Ensemble |
| ----------- | ------------------------------ | ---------------------------------- | ----------------------------------- | -------- |
| Cyclisme    | 2                              | 0                                  | 0                                   | 2        |
| Aviron      | 1                              | 0                                  | 0                                   | 1        |
| Tennis      | 0                              | 1                                  | 0                                   | 1        |
| Triathlon   | 0                              | 1                                  | 0                                   | 1        |
| Gymnastique | 0                              | 0                                  | 1                                   | 1        |
| Tir         | 0                              | 0                                  | 1                                   | 1        |

| Jour     | Date    | Médaille d'or, Jeux olympiques | Médaille d'argent, Jeux olympiques | Médaille de bronze, Jeux olympiques | Ensemble |
| -------- | ------- | ------------------------------ | ---------------------------------- | ----------------------------------- | -------- |
| 1er jour | 3 août  | —                              | —                                  | —                                   | —        |
| 2e jour  | 4 août  | —                              | —                                  | —                                   | —        |
| 3e jour  | 5 août  | —                              | —                                  | —                                   | —        |
| 4e jour  | 6 août  | —                              | —                                  | —                                   | —        |
| 5e jour  | 7 août  | —                              | —                                  | —                                   | —        |
| 6e jour  | 8 août  | —                              | —                                  | —                                   | —        |
| 7e jour  | 9 août  | —                              | —                                  | 1                                   | 1        |
| 8e jour  | 10 août | 1                              | —                                  | —                                   | 1        |
| 9e jour  | 11 août | 1                              | —                                  | —                                   | 1        |
| 10e jour | 12 août | —                              | —                                  | —                                   | —        |
| 11e jour | 13 août | —                              | —                                  | —                                   | —        |
| 12e jour | 14 août | —                              | 1                                  | 1                                   | 2        |
| 13e jour | 15 août | —                              | —                                  | —                                   | —        |
| 14e jour | 16 août | —                              | —                                  | —                                   | —        |
| 15e jour | 17 août | —                              | —                                  | —                                   | —        |
| 16e jour | 18 août | —                              | —                                  | —                                   | —        |
| 17e jour | 19 août | —                              | —                                  | —                                   | —        |
| 18e jour | 20 août | —                              | 1                                  | —                                   | 1        |
| 19e jour | 21 août | 1                              | —                                  | —                                   | 1        |
| Total    | Total   | 3                              | 2                                  | 2                                   | 7        |

### Diplômes
| Rang | Discipline             | Épreuve                      | Athlète                                                                               | Performance                                                                                                | Date         |
| ---- | ---------------------- | ---------------------------- | ------------------------------------------------------------------------------------- | --- | ------------ |
| 4e   | Escrime                | Épée individuelle            | Benjamin Steffen                                                                      | Battu par Gauthier Grumier (FRA) 11-15                                                                     | 9 août 2016  |
| 4e   | Équitation             | Saut d'obstacles individuel  | Steve Guerdat                                                                         | Barrage pour l'or: 4 pts 43 s 08                                                                           | 19 août 2016 |
| 5e   | Aviron                 | Skiff                        | Jeannine Gmelin                                                                       | Séries : 8 min 28 s 10 Quart de finale : 7 min 29 s 66 Demi-finale : 7 min 49 s 83 Finale A: 7 min 29 s 69 | 13 août 2016 |
| 5es  | Beach-volley           | Tournoi féminin              | Joana Heidrich Nadine Zumkehr                                                         | Battues par Larissa / Talita (BRA) 1-2 (23-21 25-27 12-15)                                                 | 14 août 2016 |
| 6e   | Tir                    | Carabine à 50 m 3 positions  | Nina Christen                                                                         | Qualifications: 586-27x Finale : 414.8                                                                     | 11 août 2016 |
| 6es  | Escrime                | Épée par équipes             | Peer Borsky Max Heinzer Fabian Kauter Benjamin Steffen                                | Battus par Corée du Sud 36-45                                                                              | 14 août 2016 |
| 6es  | Équitation             | Saut d'obstacles par équipes | Romain Duguet Martin Fuchs Steve Guerdat Janika Sprunger (Paul Estermann, remplaçant) | Pénalités: 15                                                                                              | 17 août 2016 |
| 6e   | Athlétisme             | Saut à la perche             | Nicole Büchler                                                                        | Qualifications: 4,55 m Finale : 4,70 m                                                                     | 19 août 2016 |
| 6e   | VTT                    | VTT cross-country            | Jolanda Neff                                                                          | 1 h 32 min 43 s                                                                                            | 20 août 2016 |
| 6e   | VTT                    | VTT cross-country            | Mathias Flückiger                                                                     | 1 h 35 min 52 s                                                                                            | 21 août 2016 |
| 7es  | Aviron                 | Quatre de couple             | Barnabé Delarze Augustin Maillefer Roman Röösli Nico Stahlberg                        | Séries : 5 min 51 s 52 Repêchage: 5 min 56 s 13 Finale B: 6 min 11 s 18                                    | 11 août 2016 |
| 7es  | Cyclisme sur piste     | Poursuite par équipes        | Olivier Beer Silvan Dillier Théry Schir Cyrille Thièry (Frank Pasche, remplaçant)     | Qualifications: 4 min 3 s 845 1er tour : 4 min 3 s 580 Finale 7e/8e place: 4 min 1 s 786                   | 12 août 2016 |
| 7e   | Athlétisme             | Marathon                     | Tadesse Abraham                                                                       | 2 h 11 min 42 s                                                                                            | 21 août 2016 |
| 8e   | Cyclisme sur route     | Course en ligne              | Jolanda Neff                                                                          | 3 h 51 min 47 s                                                                                            | 7 août 2016  |
| 8e   | Escrime                | Épée individuelle            | Max Heinzer                                                                           | Battu par Park Sang-young (CdS) 9-15                                                                       | 9 août 2016  |
| 8e   | Gymnastique artistique | Sol                          | Giulia Steingruber                                                                    | 11,800 | 16 août 2016 |
| 8e   | VTT                    | VTT cross-country            | Linda Indergand                                                                       | 1 h 33 min 27 s                                                                                            | 20 août 2016 |

## Épreuves

### Athlétisme

#### Résultats

##### Hommes
| Athlète              | Épreuve          | Séries   | Séries | Demi-finales | Demi-finales | Finale          | Finale       |
| Athlète              | Épreuve          | Résultat | Rang   | Résultat     | Rang         | Résultat        | Rang         |
| -------------------- | ---------------- | -------- | ------ | ------------ | ------------ | --------------- | ------------ |
| Tadesse Abraham      | Marathon         | NC       | NC     | NC           | NC           | 2 h 11 min 42 s | 7e           |
| Christian Kreienbühl | Marathon         | NC       | NC     | NC           | NC           | 2 h 21 min 13 s | 76e          |
| Kariem Hussein       | 400 mètres haies | 49 s 80  | 30e    | Non qualifié | Non qualifié | Non qualifié    | Non qualifié |

##### Femmes

###### Courses
| Athlète                                                                             | Épreuve               | Séries           | Séries | Demi-finales   | Demi-finales   | Finale          | Finale         |
| Athlète                                                                             | Épreuve               | Résultat         | Rang   | Résultat       | Rang           | Résultat        | Rang           |
| ----------------------------------------------------------------------------------- | --------------------- | ---------------- | ------ | -------------- | -------------- | --------------- | -------------- |
| Maja Neuenschwander                                                                 | Marathon              | NC               | NC     | NC             | NC             | 2 h 34 min 27 s | 29e            |
| Mujinga Kambundji                                                                   | 100 mètres            | 11 s 19          | 10e    | 11 s 16        | 14e            | Non qualifiée   | Non qualifiée  |
| Mujinga Kambundji                                                                   | 200 mètres            | 22 s 78          | 16e    | 22 s 83        | 16e            | Non qualifiée   | Non qualifiée  |
| Clélia Reuse-Rard                                                                   | 100 mètres haies      | 12 s 92          | 20e    | 12 s 96        | 16e            | Non qualifiée   | Non qualifiée  |
| Petra Fontanive (en)                                                                | 400 mètres            | 56 s 80          | 30e    | Non qualifiée  | Non qualifiée  | Non qualifiée   | Non qualifiée  |
| Lea Sprunger                                                                        | 400 mètres            | 56 s 58          | 25e    | Non qualifiée  | Non qualifiée  | Non qualifiée   | Non qualifiée  |
| Selina Büchel                                                                       | 800 mètres            | 1 min 59 s 00    | 4e     | 1 min 59 s 35  | 8e             | Non qualifiée   | Non qualifiée  |
| Fabienne Schlumpf                                                                   | 3000 mètres steeple   | 9 min 30 s 54 RS | 15e    | NC             | NC             | 9 min 59 s 30   | 18e            |
| Sarah Atcho Ajla Del Ponte Salomé Kora Ellen Sprunger Marisa Lavanchy (remplaçante) | Relais 4 × 100 mètres | 43 s 12          | 12es   | Non qualifiées | Non qualifiées | Non qualifiées  | Non qualifiées |

###### Concours
| Athlète        | Épreuve          | Qualification | Qualification | Finale        | Finale        |
| Athlète        | Épreuve          | Hauteur       | Rang          | Hauteur       | Rang          |
| -------------- | ---------------- | ------------- | ------------- | ------------- | ------------- |
| Nicole Büchler | Saut à la perche | 4,55 m        | 8e            | 4,70 m        | 6e            |
| Angelica Moser | Saut à la perche | 4,45 m        | 23e           | Non qualifiée | Non qualifiée |

### Aviron
Légende: FA = finale A (médaille) ; FB = finale B (pas de médaille) ; FC = finale C (pas de médaille) ; FD = finale D (pas de médaille) ; FE = finale E (pas de médaille) ; FF = finale F (pas de médaille) ; SA/B = demi-finales A/B ; SC/D = demi-finales C/D ; SE/F = demi-finales E/F ; QF = quarts de finale; R= repêchage
Hommes
| Athlète                                                        | Compétition                      | Séries        | Séries | Repêchage     | Repêchage | Demi-finales  | Demi-finales | Finale        | Finale                         |
| Athlète                                                        | Compétition                      | Temps         | Rang   | Temps         | Rang      | Temps         | Rang         | Temps         | Rang                           |
| -------------------------------------------------------------- | -------------------------------- | ------------- | ------ | ------------- | --------- | ------------- | ------------ | ------------- | ------------------------------ |
| Michael Schmid Daniel Wiederkehr                               | Deux de couple poids légers      | 6 min 29 s 95 | 3 R    | 7 min 7 s 90  | 3 SC/D    | 7 min 22 s 15 | 1 FC         | 6 min 42 s 57 | 13                             |
| Mario Gyr Simon Niepmann Simon Schürch Lucas Tramèr            | Quatre sans barreur poids légers | 6 min 3 s 52  | 3 SA/B | Exempt        | Exempt    | 6 min 17 s 85 | 1 FA         | 6 min 20 s 51 | Médaille d'or, Jeux olympiques |
| Barnabé Delarze Augustin Maillefer Roman Röösli Nico Stahlberg | Quatre de couple                 | 5 min 51 s 52 | 3 R    | 5 min 56 s 13 | 4 FB      | Exempt        | Exempt       | 6 min 11 s 18 | 7                              |

Femmes
| Athlète         | Compétition | Séries        | Séries | Repêchage | Repêchage | Quarts de finale | Quarts de finale | Demi-finales  | Demi-finales | Finale        | Finale |
| Athlète         | Compétition | Temps         | Rang   | Temps     | Rang      | Temps            | Rang             | Temps         | Rang         | Temps         | Rang   |
| --------------- | ----------- | ------------- | ------ | --------- | --------- | ---------------- | ---------------- | ------------- | ------------ | ------------- | ------ |
| Jeannine Gmelin | Skiff       | 8 min 28 s 10 | 2 QF   | Exempt    | Exempt    | 7 min 29 s 66    | 2 SA/B           | 7 min 49 s 83 | 3 FA         | 7 min 29 s 69 | 5      |

### Badminton

#### Résultats
| Athlète        | Compétition  | Phase de groupes               | Phase de groupes                | Phase de groupes | 1/8e de finale   | Quarts de finale | Demi-finales     | Finale           | Finale        |
| Athlète        | Compétition  | Adversaire Score               | Adversaire Score                | Rang             | Adversaire Score | Adversaire Score | Adversaire Score | Adversaire Score | Rang          |
| -------------- | ------------ | ------------------------------ | ------------------------------- | ---------------- | ---------------- | ---------------- | ---------------- | ---------------- | ------------- |
| Sabrina Jaquet | Simple dames | Battue par Gilmour 17-21 15-21 | Battue par Zetchiri 17-21 15-21 | 3e Gr. D         | Non qualifiée    | Non qualifiée    | Non qualifiée    | Non qualifiée    | Non qualifiée |

### Canoë-kayak

#### Slalom

##### Résultats
| Athlète                 | Compétition | Éliminatoires | Éliminatoires | Éliminatoires | Éliminatoires | Éliminatoires | Éliminatoires | Demi-finales | Demi-finales | Finale | Finale |
| Athlète                 | Compétition | Course 1      | Rang          | Course 2      | Rang          | Meilleur      | Rang          | Temps        | Rang         | Score  | Rang   |
| ----------------------- | ----------- | ------------- | ------------- | ------------- | ------------- | ------------- | ------------- | ------------ | ------------ | ------ | ------ |
| Lukas Werro Simon Werro | C2 hommes   | 158,47        | 11es          | 110,56        | 6es           | 110,56        | 9es           | 115,40       | 9es          | 111,52 | 9es    |

#### Course en ligne

##### Résultats
| Fabio Wyss | K1 hommes 1000 mètres | 3 min 41 s 985 | 21e | Non qualifié | Non qualifié | Non qualifié | Non qualifié | Non qualifié | Non qualifié |

### Cyclisme

#### Cyclisme sur route
| Athlète               | Compétition             | Temps           | Rang                           |
| --------------------- | ----------------------- | --------------- | ------------------------------ |
| Fabian Cancellara     | Contre-la-montre hommes | 1 h 12 min 15 s | Médaille d'or, Jeux olympiques |
| Michael Albasini      | Course en ligne hommes  | Abandon         | Abandon                        |
| Fabian Cancellara     | Course en ligne hommes  | 6 h 21 min 54 s | 34e                            |
| Steve Morabito        | Course en ligne hommes  | Abandon         | Abandon                        |
| Sébastien Reichenbach | Course en ligne hommes  | 6 h 13 min 36 s | 19e                            |
| Jolanda Neff          | Course en ligne femmes  | 3 h 51 min 47 s | 8e                             |

#### Cyclisme sur piste
Poursuite
| Athlète                                                                           | Compétition                  | Qualification | Qualification | Demi-finales            | Demi-finales | Finale              | Finale |
| Athlète                                                                           | Compétition                  | Temps         | Rang          | Adversaire Résultat     | Rang         | Adversaire Résultat | Rang   |
| --------------------------------------------------------------------------------- | ---------------------------- | ------------- | ------------- | ----------------------- | ------------ | ------------------- | ------ |
| Olivier Beer Silvan Dillier Théry Schir Cyrille Thièry (Frank Pasche, remplaçant) | Poursuite par équipes hommes | 4 min 3 s 845 | 7es           | Allemagne 4 min 3 s 580 | 2es          | Chine 4 min 1 s 786 | 7es    |

Omnium
| Athlète    | Compétition   | Scratch | Scratch | Poursuite      | Poursuite | Poursuite | Élimination | Élimination | Contre-la-montre | Contre-la-montre | Contre-la-montre | Tour lancé | Tour lancé | Tour lancé | Course aux points | Course aux points | Total | Rang |
| Athlète    | Compétition   | Rang    | Points  | Temps          | Rang      | Points    | Rang        | Points      | Temps            | Rang             | Points           | Rang       | Temps      | Points     | Rang              | Points            | Total | Rang |
| ---------- | ------------- | ------- | ------- | -------------- | --------- | --------- | ----------- | ----------- | ---------------- | ---------------- | ---------------- | ---------- | ---------- | ---------- | ----------------- | ----------------- | ----- | ---- |
| Gaël Suter | Omnium hommes | 15e     | 12      | 4 min 36 s 674 | 17e       | 8         | 8e          | 26          | 1 min 4 s 433    | 12e              | 16               | 12 s 981   | 5e         | 32         | 13e               | 1                 | 95    | 12e  |

#### VTT
| Athlète           | Compétition              | Temps           | Rang                           |
| ----------------- | ------------------------ | --------------- | ------------------------------ |
| Mathias Flückiger | Cross-country VTT hommes | 1 h 35 min 52 s | 6e                             |
| Lars Forster      | Cross-country VTT hommes | Abandon         | Abandon                        |
| Nino Schurter     | Cross-country VTT hommes | 1 h 33 min 28 s | Médaille d'or, Jeux olympiques |
| Linda Indergand   | Cross-country VTT femmes | 1 h 33 min 27 s | 8e                             |
| Jolanda Neff      | Cross-country VTT femmes | 1 h 32 min 43 s | 6e                             |

#### BMX
| Athlète    | Compétition | Manche de placement | Manche de placement | Quarts de finale                      | Quarts de finale | Demi-finales                                                  | Demi-finales | Finale       | Finale       |
| Athlète    | Compétition | Résultat            | Rang                | Résultat                              | Rang             | Résultat                                                      | Rang         | Résultat     | Rang         |
| ---------- | ----------- | ------------------- | ------------------- | ------------------------------------- | ---------------- | ------------------------------------------------------------- | ------------ | ------------ | ------------ |
| David Graf | BMX hommes  | 34 s 678            | 2e                  | Meilleure des trois manches: 38 s 390 | 4e               | Manche 1: 8 pts Manche 2: 7 pts Manche 3: 7 pts Total: 22 pts | 7e           | Non qualifié | Non qualifié |

### Équitation

#### Saut d'obstacles

##### Résultats
| Romain Duguet                                                                         | Quorida de Treho     | Individuel  | 4 | 27e | 0  | 1er | 5  | 24e | 9  | 23e | 12           | 32e          | Non qualifié | Non qualifié | Non qualifié | Non qualifié | NC            | NC | NC | NC |
| Martin Fuchs                                                                          | Clooney 51           | Individuel  | 4 | 27e | 0  | 1er | 5  | 24e | 9  | 23e | 0            | 1er          | 4            | 14e          | 4            | 9e           | NC            | NC |    |    |
| Steve Guerdat                                                                         | Nino des Buissonnets | Individuel  | 0 | 1er | 8  | 44e | 1  | 6e  | 9  | 23e | 0            | 1er          | 0            | 1er          | 0            | 1er          | 4 pts 43 s 08 | 4e |    |    |
| Janika Sprunger                                                                       | Bonne Chance CW      | Individuel  | 0 | 1er | 8  | 44e | 1  | 6e  | 9  | 23e | Non retenue* | Non retenue* | Non retenue* | Non retenue* | Non retenue* | Non retenue* | NC            | NC |    |    |
| Romain Duguet Martin Fuchs Steve Guerdat Janika Sprunger (Paul Estermann, remplaçant) | Voir ci-dessus       | Par équipes | 4 | 3es | NC | NC  | NC | NC  | NC | NC  | 0 8 -        | 7es          | 5 1 -        | 4es          | 15           | 6es          | NC            | NC |    |    |

| Athlète       | Cheval        | Compétition                 | Dressage  | Dressage | Cross-country | Cross-country | Cross-country | Saut d'obstacles | Saut d'obstacles | Saut d'obstacles | Saut d'obstacles | Total        | Total        |
| Athlète       | Cheval        | Compétition                 | Dressage  | Dressage | Cross-country | Cross-country | Cross-country | Qualification    | Qualification    | Qualification    | Finale           | Total        | Total        |
| Athlète       | Cheval        | Compétition                 | Pénalités | Rang     | Pénalités     | Total         | Rang          | Pénalités        | Total            | Rang             | Pénalités        | Total        | Rang         |
| ------------- | ------------- | --------------------------- | --------- | -------- | ------------- | ------------- | ------------- | ---------------- | ---------------- | ---------------- | ---------------- | ------------ | ------------ |
| Benjamin Vogg | Noé des Vatys | Concours complet individuel | 51,70     | 49e      | 82,40         | 134,10        | 43e           | 14,00            | 148,10           | 41e              | Non qualifié     | Non qualifié | Non qualifié |
| Felix Vogg    | Onfire        | Concours complet individuel | 46,70     | 25e      | Éliminé       | Éliminé       | Éliminé       | Éliminé          | Éliminé          | Éliminé          | Éliminé          | Éliminé      | Éliminé      |

| Athlète                | Cheval          | Compétition         | Grand Prix | Grand Prix | Grand Prix – spécial | Grand Prix – spécial | Grand Prix – libre | Grand Prix – libre | Total         | Total         |
| Athlète                | Cheval          | Compétition         | Score      | Rang       | Score                | Rang                 | Score              | Rang               | Score total   | Rang          |
| ---------------------- | --------------- | ------------------- | ---------- | ---------- | -------------------- | -------------------- | ------------------ | ------------------ | ------------- | ------------- |
| Marcela Krinke Susmelj | Smeyers Molberg | Dressage individuel | 72,700     | 24e        | 72,885               | 24e                  | Non qualifiée      | Non qualifiée      | Non qualifiée | Non qualifiée |

* Seuls trois cavaliers par pays sont admis pour la finale

### Escrime

#### Résultats
| Athlète                                                | Compétition                 | 1/32 de finale               | 1/16 de finale        | 1/8 de finale               | Quarts de finale          | Demi-finales              | Finale                                                                                       | Finale        |
| Athlète                                                | Compétition                 | Adversaire Score             | Adversaire Score      | Adversaire Score            | Adversaire Score          | Adversaire Score          | Adversaire Score                                                                             | Rang          |
| ------------------------------------------------------ | --------------------------- | ---------------------------- | --------------------- | --------------------------- | ------------------------- | ------------------------- | -------------------------------------------------------------------------------------------- | ------------- |
| Max Heinzer                                            | Épée masculine individuelle | exempt                       | Bat Pizzo (ITA) 15-11 | Bat Anokhin (RUS) 15-7      | Battu par Park (KOR) 4-15 | Non qualifié              | Non qualifié                                                                                 | Non qualifié  |
| Fabian Kauter                                          | Épée masculine individuelle | exempt                       | Bat Herey (UKR) 15-9  | Battu par Borel (FRA) 14-15 | Non qualifié              | Non qualifié              | Non qualifié                                                                                 | Non qualifié  |
| Benjamin Steffen                                       | Épée masculine individuelle | exempt                       | Bat Pryor (USA) 15-14 | Bat Nikishyn (UKR) 15-14    | Bat Borel (FRA) 15-10     | Battu par Park (KOR) 9-15 | Battu par Grumier (FRA) 11-15                                                                | 4e            |
| Tiffany Géroudet                                       | Épée féminine individuelle  | Battue par Costa (BRA) 13-15 | Non qualifiée         | Non qualifiée               | Non qualifiée             | Non qualifiée             | Non qualifiée                                                                                | Non qualifiée |
| Peer Borsky Max Heinzer Fabian Kauter Benjamin Steffen | Épée masculine par équipes  | NC                           | NC                    | NC                          | Battus par Italie 32-45   | Non qualifiés             | Finale 5e/8e places: battent Russie 45-28 Finale 5e/6e places: battus par Corée du Sud 36-45 | 6es           |

### Golf

#### Résultats
| Athlète           | Tour 1  | Tour 2  | Tour 3  | Tour 4  | Total | Par | Rang |
| ----------------- | ------- | ------- | ------- | ------- | ----- | --- | ---- |
| Fabienne In-Albon | 74 (+3) | 78 (+7) | 75 (+4) | 79 (+8) | 306   | +22 | 57e  |
| Albane Valenzuela | 71 (0)  | 68 (-3) | 72 (+1) | 71 (0)  | 282   | -2  | 21e  |

### Gymnastique

#### Artistique

##### Résultats

###### Homme
| Athlète                                                                  | Compétition                  | Qualifications | Qualifications | Qualifications | Qualifications | Qualifications | Qualifications | Qualifications | Qualifications | Finale        | Finale        | Finale        | Finale        | Finale        | Finale        | Finale        | Finale        |
| Athlète                                                                  | Compétition                  | Appareil       | Appareil       | Appareil       | Appareil       | Appareil       | Appareil       | Total          | Rang           | Appareil      | Appareil      | Appareil      | Appareil      | Appareil      | Appareil      | Total         | Rang          |
| Athlète                                                                  | Compétition                  | S              | CA             | A              | SC             | BP             | BF             | Total          | Rang           | S             | CA            | A             | SC            | BP            | BF            | Total         | Rang          |
| ------------------------------------------------------------------------ | ---------------------------- | -------------- | -------------- | -------------- | -------------- | -------------- | -------------- | -------------- | -------------- | ------------- | ------------- | ------------- | ------------- | ------------- | ------------- | ------------- | ------------- |
| Christian Baumann Pablo Brägger Benjamin Gischard Oliver Hegi Eddy Yusof | Concours général par équipes | 44,599 5es     | 42,532 9es     | 42,866 10es    | 44,000 8es     | 44,099 10es    | 42,166 12es    | 260,262        | 9es            | Non qualifiés | Non qualifiés | Non qualifiés | Non qualifiés | Non qualifiés | Non qualifiés | Non qualifiés | Non qualifiés |
| Pablo Brägger                                                            | Concours général individuel  | 14,500 31e     | 13,933 44e     | 14,033 45e     | 13,800         | 14,833 37e     | 15,100 9e      | 86,199         | 21e            | 14,933 9e     | 14,033 13e    | 13,908 22e    | 14,300 20e    | 15,033 11e    | 15,166 5e     | 87,373        | 16e           |
| Eddy Yusof                                                               | Concours général individuel  | 15,033 15e     | 14,133 37e     | 14,533 24e     | 15,200         | 13,300 60e     | 13,166 65e     | 85,365         | 25e            | 14,633 18e    | 14,033 14e    | 14,716 7e     | 15,066 7e     | 14,933 15e    | 14,533 16e    | 87,914        | 12e           |

###### Femme
| Athlète            | Compétition                 | Qualifications | Qualifications | Qualifications | Qualifications | Qualifications | Qualifications | Finale    | Finale     | Finale     | Finale    | Finale                                        | Finale                              |
| Athlète            | Compétition                 | Appareil       | Appareil       | Appareil       | Appareil       | Total          | Rang           | Appareil  | Appareil   | Appareil   | Appareil  | Total                                         | Rang                                |
| Athlète            | Compétition                 | SC             | BA             | P              | S              | Total          | Rang           | SC        | BA         | P          | S         | Total                                         | Rang                                |
| ------------------ | --------------------------- | -------------- | -------------- | -------------- | -------------- | -------------- | -------------- | --------- | ---------- | ---------- | --------- | --------------------------------------------- | ----------------------------------- |
| Giulia Steingruber | Concours général individuel | 15,266 3e Q    | 13,900 45e     | 12,733 66e     | 14,666 5e Q    | 56,899         | 15e            | 15,366 3e | 13,800 21e | 13,666 22e | 14,733 5e | 57,565                                        | 10e                                 |
| Giulia Steingruber | Saut de cheval              | NC             | NC             | NC             | NC             | NC             | NC             | NC        | NC         | NC         | NC        | Saut 1: 15,333 Saut 2: 14,900 Moyenne: 15,216 | Médaille de bronze, Jeux olympiques |
| Giulia Steingruber | Sol                         | NC             | NC             | NC             | NC             | NC             | NC             | NC        | NC         | NC         | NC        | 11,800                                        | 8e                                  |

Q: qualifiée pour la finale de l'engin

### Judo

#### Résultats
| Athlète            | Compétition           | 1/32 de finale      | 1/16 de finale                                  | 1/8 de finale                            | Quarts de finale    | Demi-finales        | Repêchage 1         | Repêchage 2         | Finale              | Finale        |
| Athlète            | Compétition           | Adversaire Résultat | Adversaire Résultat                             | Adversaire Résultat                      | Adversaire Résultat | Adversaire Résultat | Adversaire Résultat | Adversaire Résultat | Adversaire Résultat | Rang          |
| ------------------ | --------------------- | ------------------- | ----------------------------------------------- | ---------------------------------------- | ------------------- | ------------------- | ------------------- | ------------------- | ------------------- | ------------- |
| Ludovic Chammartin | Moins de 60 kg hommes | exempt              | Bat Lenin Preciado (ECU)                        | Battu Diyorbek Urozboev (UZB)            | Non qualifié        | Non qualifié        | Non qualifié        | Non qualifié        | Non qualifié        | Non qualifié  |
| Ciril Grossklaus   | Moins de 90 kg hommes | exempt              | Battu par Alexandre Iddir (FRA) non-combativité | Non qualifié                             | Non qualifié        | Non qualifié        | Non qualifié        | Non qualifié        | Non qualifié        | Non qualifié  |
| Evelyne Tschopp    | Moins de 52 kg femmes | NC                  | Bat Priscilla Gneto (FRA) hansoku-make          | Battue par Majlinda Kelmendi (KOS) ippon | Non qualifiée       | Non qualifiée       | Non qualifiée       | Non qualifiée       | Non qualifiée       | Non qualifiée |

### Natation

#### Natation sportive

##### Résultats

###### Hommes
| Athlète             | Épreuve                 | Séries           | Séries | Demi-finales | Demi-finales | Finale       | Finale       |
| Athlète             | Épreuve                 | Temps            | Rang   | Temps        | Rang         | Temps        | Rang         |
| ------------------- | ----------------------- | ---------------- | ------ | ------------ | ------------ | ------------ | ------------ |
| Jérémy Desplanches  | 200 m 4 nages hommes    | 1 min 59 s 67    | 12e    | 2 min 0 s 38 | 13e          | Non qualifié | Non qualifié |
| Jérémy Desplanches  | 400 m 4 nages hommes    | 4 min 15 s 46 RS | 13e    | Non qualifié | Non qualifié | Non qualifié | Non qualifié |
| Alexandre Haldemann | 200 m nage libre hommes | 1 min 49 s 94    | 38e    | Non qualifié | Non qualifié | Non qualifié | Non qualifié |
| Yannick Käser       | 100 m brasse hommes     | 1 min 0 s 71     | 24e    | Non qualifié | Non qualifié | Non qualifié | Non qualifié |
| Yannick Käser       | 200 m brasse hommes     | 2 min 11 s 77    | 20e    | Non qualifié | Non qualifié | Non qualifié | Non qualifié |

###### Femmes
| Athlète                                                        | Épreuve                            | Séries           | Séries        | Demi-finales    | Demi-finales   | Finale         | Finale         |
| Athlète                                                        | Épreuve                            | Temps            | Rang          | Temps           | Rang           | Temps          | Rang           |
| -------------------------------------------------------------- | ---------------------------------- | ---------------- | ------------- | --------------- | -------------- | -------------- | -------------- |
| Sasha Touretski                                                | 50 m nage libre femmes             | 25 s 66          | 41e           | Non qualifiée   | Non qualifiée  | Non qualifiée  | Non qualifiée  |
| Maria Ugolkova                                                 | 100 m nage libre femmes            | 54 s 85          | 23e           | Non qualifiée   | Non qualifiée  | Non qualifiée  | Non qualifiée  |
| Maria Ugolkova                                                 | 200 m 4 nages femmes               | 2 min 13 s 77    | 19e           | Non qualifiée   | Non qualifiée  | Non qualifiée  | Non qualifiée  |
| Martina van Berkel                                             | 200 m papillon femmes              | 2 min 8 s 00 RS  | 11e           | 2 min 7 s 90 RS | 12e            | Non qualifiée  | Non qualifiée  |
| 200 m dos femmes                                               | 2 min 13 s 46 RS                   | 24e              | Non qualifiée | Non qualifiée   | Non qualifiée  | Non qualifiée  |                |
| 400 m 4 nages femmes                                           | 4 min 45 s 12 RS                   | 24e              | Non qualifiée | Non qualifiée   | Non qualifiée  | Non qualifiée  |                |
| Danielle Villars                                               | 100 m papillon femmes              | 59 s 45          | 27e           | Non qualifiée   | Non qualifiée  | Non qualifiée  | Non qualifiée  |
| Noemi Girardet Sasha Touretski Maria Ugolkova Danielle Villars | Relais 4 x 100 m nage libre femmes | 3 min 41 s 02 RS | 14es          | Non qualifiées  | Non qualifiées | Non qualifiées | Non qualifiées |

#### Natation synchronisée

##### Résultats
| Athlètes                  | Compétition | Qualifications  | Qualifications  | Qualifications      | Qualifications      | Qualifications | Qualifications | Finale         |
| Athlètes                  | Compétition | Programme libre | Programme libre | Programme technique | Programme technique | Total          | Rang           | Finale         |
| Athlètes                  | Compétition | Points          | Rang            | Points              | Rang                | Total          | Rang           | Finale         |
| ------------------------- | ----------- | --------------- | --------------- | ------------------- | ------------------- | -------------- | -------------- | -------------- |
| Sophie Giger Sascia Kraus | Duo         | 83,5667         | 14es            | 83,3366             | 14es                | 166,9033       | 14es           | Non qualifiées |

### Tennis
Discipline aux chances de médailles certaines après la première sélection des 109 athlètes de la délégation suisse, le tennis helvétique doit faire face à une hécatombe juste avant les compétitions. Le 26 juillet 2016, Roger Federer jette en effet l'éponge pour la suite et la fin de la saison, manquant ainsi les Jeux, mais également l'US Open et les Masters de fin d'année. Autre couleuvre à avaler pour Swiss Olympic le lendemain avec la défection de Belinda Bencic, insuffisamment remise d'une blessure au poignent gauche. Ce forfait entraîne également le retour en Suisse de Viktorija Golubic, cette dernière n'ayant du coup plus de partenaire pour le double dames. Le 2 août 2016, c'est finalement Stanislas Wawrinka qui renonce aux Jeux. Engagé la semaine précédente au tournoi Masters 1000 de Toronto, le Vaudois s'y est blessé au dos, une douleur qui est apparue au fil du tournoi et s'est intensifiée. La Suisse n'est donc représentée que par deux dames, dans deux tableaux différents.

#### Résultats

##### Simple
| Athlète          | Compétition  | 1/32 de finale                                 | 1/16 de finale      | 1/8 de finale       | Quarts de finale    | Demi-finales        | Finale              | Rang          |
| Athlète          | Compétition  | Adversaire Résultat                            | Adversaire Résultat | Adversaire Résultat | Adversaire Résultat | Adversaire Résultat | Adversaire Résultat | Rang          |
| ---------------- | ------------ | ---------------------------------------------- | ------------------- | ------------------- | ------------------- | ------------------- | ------------------- | ------------- |
| Timea Bacsinszky | Simple dames | Battue par Shuai (CHN) 7-6 (7-4) 4-6 6-7 (7-9) | Non qualifiée       | Non qualifiée       | Non qualifiée       | Non qualifiée       | Non qualifiée       | Non qualifiée |

##### Double
| Paire                           | Compétition  | 1/16 de finale                               | 1/8 de finale                                   | Quarts de finale                  | Demi-finales                                          | Finale                                                        | Rang                               |
| Paire                           | Compétition  | Adversaires Résultat                         | Adversaires Résultat                            | Adversaires Résultat              | Adversaires Résultat                                  | Adversaires Résultat                                          | Rang                               |
| ------------------------------- | ------------ | -------------------------------------------- | ----------------------------------------------- | --------------------------------- | ----------------------------------------------------- | ------------------------------------------------------------- | ---------------------------------- |
| Timea Bacsinszky Martina Hingis | Double dames | Battent Gavrilova / Stosur (AUS) 6-4 4-6 6-2 | Battent Mattek-Sands / Vandeweghe (USA) 6-4 6-4 | Battent Chan / Chan (TPE) 6-3 6-0 | Battent Hlaváčková / Hradecká (CZE) 5-7 7-6 (7-3) 6-2 | Battuent par Ekaterina Makarova / Elena Vesnina (RUS) 4-6 4-6 | Médaille d'argent, Jeux olympiques |

### Tir

#### Résultats
| Athlète               | Compétition                         | Qualification                           | Qualification | Demi-finale  | Demi-finale  | Finale                       | Finale                              |
| Athlète               | Compétition                         | Points                                  | Rang          | Points       | Rang         | Points                       | Rang                                |
| --------------------- | ----------------------------------- | --------------------------------------- | ------------- | ------------ | ------------ | ---------------------------- | ----------------------------------- |
| Jan Lochbihler        | Carabine à 50 m 3 positions hommes  | Agenouillé: 390 Couché: 398 Debout: 378 | 30e           | NC           | NC           | Non qualifié                 | Non qualifié                        |
| Jan Lochbihler        | Carabine à 50 m tir couché hommes   | 623                                     | 14e           | Non qualifié | Non qualifié | Non qualifié                 | Non qualifié                        |
| Nina Christen         | Carabine à 10 m air comprimé femmes | 414,7                                   | 16e           | NC           | NC           | Non qualifiée                | Non qualifiée                       |
| Nina Christen         | Carabine à 50 m 3 positions femmes  | Agenouillé: 195 Couché: 196 Debout: 195 | 2e            | NC           | NC           | 414,8                        | 6e                                  |
| Sarah Hornung         | Carabine à 10 m air comprimé femmes | 414,3                                   | 21e           | NC           | NC           | Non qualifiée                | Non qualifiée                       |
| Heidi Diethelm Gerber | Pistolet à 10 m air comprimé femmes | 376                                     | 35e           | NC           | NC           | Non qualifiée                | Non qualifiée                       |
| Heidi Diethelm Gerber | Pistolet à 25 m femmes              | Précision: 291 Rapide: 291              | 10e 7e        | 17           | 4e           | Bat Jingjing Zhang (CHN) 8-4 | Médaille de bronze, Jeux olympiques |

### Triathlon

#### Qualification
Nicola Spirig obtient sa qualification en remportant la médaille d'or lors du triathlon des Jeux européens de 2015 à Bakou.

#### Résultats
| Athlète           | Compétition | Nage (1,5 km) | Transition 1 | Cyclisme (40 km) | Transition 2 | Course (10 km) | Total           | Rang                               |
| ----------------- | ----------- | ------------- | ------------ | ---------------- | ------------ | -------------- | --------------- | ---------------------------------- |
| Sven Riederer     | Hommes      | 17 min 48 s   | 49 s         | 56 min 3 s       | 35 s         | 33 min 0 s     | 1 h 48 min 15 s | 19e                                |
| Andrea Salvisberg | Hommes      | 17 min 28 s   | 46 s         | 55 min 4 s       | 38 s         | 34 min 0 s     | 1 h 47 min 56 s | 16e                                |
| Jolanda Annen     | Femmes      | 19 min 19 s   | 51 s         | 1 h 1 min 20 s   | 40 s         | 37 min 32 s    | 1 h 59 min 42 s | 14e                                |
| Nicola Spirig     | Femmes      | 19 min 12 s   | 54 s         | 1 h 1 min 22 s   | 38 s         | 34 min 50 s    | 1 h 56 min 56 s | Médaille d'argent, Jeux olympiques |

### Voile

#### Résultats
| Athlète                           | Compétition | Régate | Régate | Régate | Régate | Régate | Régate | Régate | Régate | Régate | Régate | Régate | Régate | Régate         | Points | Rang final |
| Athlète                           | Compétition | 1      | 2      | 3      | 4      | 5      | 6      | 7      | 8      | 9      | 10     | 11     | 12     | M              | Points | Rang final |
| --------------------------------- | ----------- | ------ | ------ | ------ | ------ | ------ | ------ | ------ | ------ | ------ | ------ | ------ | ------ | -------------- | ------ | ---------- |
| Lucien Cujean Sébastien Schneiter | 49er        | 5      | 16     | 12     | 4      | 17     | 15     | 15     | 10     | 16     | 5      | 17     | 5      | Non qualifiés  | 120    | 13es       |
| Yannick Brauchli Romuald Hausser  | 470 hommes  | 11     | 4      | 19     | 7      | 10     | 10     | 8      | 22     | 15     | 8      | NC     | NC     | 2              | 94     | 9es        |
| Mateo Sanz Lanz                   | RS:X hommes | 24     | 15     | 21     | 8      | 14     | 8      | 20     | 11     | 11     | 19     | 4      | 5      | Non qualifié   | 136    | 14e        |
| Matías Bühler Nathalie Brugger    | Nacra 17    | 1      | 6      | 6      | 19     | 11     | 18     | 10     | 7      | 5      | 5      | 1      | 10     | 20             | 100    | 7es        |
| Linda Fahrni Maja Siegenthaler    | 470 femmes  | 8      | 15     | 15     | 12     | 9      | 10     | 8      | 11     | 16     | 19     | NC     | NC     | Non qualifiées | 104    | 14es       |

M = Course pour les médailles; DDN = Discalification par drapeau noir; EL = Éliminé, ne participe pas à la course pour les médailles.

### Volley-ball

#### Beach-volley

##### Résultats
| Athlètes                          | Compétition     | Tour préliminaire | Classement | Rattrapage        | Huitièmes de finale                                         | Quarts de finale                                           | Demi-finales      | Finale            | Finale |
| Athlètes                          | Compétition     | Adversaires Score | Classement | Adversaires Score | Adversaires Score                                           | Adversaires Score                                          | Adversaires Score | Adversaires Score | Rang   |
| --------------------------------- | --------------- | --- | ---------- | ----------------- | ----------------------------------------------------------- | ---------------------------------------------------------- | ----------------- | ----------------- | ------ |
| Isabelle Forrer Anouk Vergé-Dépré | Tournoi féminin | Poule C: Battues par Wang / Yue (CHN) 1-2 (22-24 21-18 12-15) Battent Artacho / Laird (AUS) 2-1 (19-21 21-16 21-19) Battues par Ross / Walsh Jennings (USA) 1-2 (13-21 24-22 12-15) | 3es        | exemptes          | Ludwig / Walkenhorst (ALL) 0-2 (19-21 10-21)                | Non qualifiées                                             | Non qualifiées    | Non qualifiées    | 9es    |
| Joana Heidrich Nadine Zumkehr     | Tournoi féminin | Poule E: Battent Borger / Büthe (ALL) 2-0 (21-12 21-16) Battues par Bansley / Pavan (CAN) 0-2 (18-21 18-21) Battent van der Vlist / van Gestel (P-B) 2-1 (17-21 21-10 15-8)         | 2es        | exemptes          | Battent Meppelink / van Iersel (P-B) 2-1 (19-21 21-13 15-10 | Battues par Larissa / Talita (BRA) 1-2 (23-21 25-27 12-15) | Non qualifiées    | Non qualifiées    | 5es    |